# معاهدة 17 أيار
معاهدة أو اتفاق 17 أيار هو مشروع اتفاق سلام تم التوصل إليه في 17 مايو 1983 بين الحكومة اللبنانية وإسرائيل إلا أنه ألغي قبل المصادقة عليه بعد أقل من عام أمام الرفض الشعبي والاعتراض السوري. جاء الاتفاق في ظروف الحرب الأهلية اللبنانية والاجتياح الإسرائيلي للبلاد وحصار بيروت في عام 1982.
سياسيا تسببت المعاهدة وإلغاؤها في اهتزاز حكم الرئيس أمين الجميّل وبروز دور حركة أمل وإضعاف الزعامات الشيعية والسنية التي أيّدت الاتفاق أما على المستوى الخارجي فقد نتج عن إلغاء الاتفاق دعم موقف سوريا وهزيمة دبلوماسية لإسرائيل وفشل للدور الأمريكي في لبنان.

## الأحداث المؤدية للإتفاق
سعت إسرائيل منذ قيامها إلى غزو لبنان والسيطرة عليه وذلك لعدة أهداف:
- السعي إلى تدمير منظمة التحرير الفلسطينية المتمركزة في لبنان.
- السعي إلى إجبار لبنان على توقيع اتفاق سلام معها بشكل يضمن لإسرائيل تأمين حدودها الشمالية.
- إيصال رئيس جمهورية غير معاد لها.

في عام 1982 قامت إسرائيل بتنفيذ ما عرف بالاجتياح الإسرائيلى للبنان حيث دمرت القوات الإسرائيلية عشرات المدن ومئات القرى اللبنانية ونجحت لأول مرة في اجتياح ودخول عاصمة عربية خارج حدود الأراضي المحتلة وهي بيروت كما نجحت في إخراج منظمة التحرير الفلسطينية خارج لبنان.
في 28 ديسمبر 1982 بدأت المفاوضات بين إسرائيل ولبنان برعاية أمريكية في منطقة خلدة جنوبي بيروت. بعد تلك المفاوضات جرت جولات عديدة في مستعمرة كريات شمونة شمالي دولة إسرائيل.
استمرت المفاوضات حتى 17 مايو 1983 حيث تم التوصل إلى اتفاق سلام عُرف بمعاهدة 17 أيار.

## بنود المعاهدة
- إلغاء حالة الحرب بين لبنان وإسرائيل.
- الانسحاب الإسرائيلي الكامل من لبنان في فترة 12-8 أسبوع.
- إنشاء منطقة أمنية داخل الأراضي اللبنانية تتعهد الحكومة اللبنانية بأن تنفذ ضمنها الترتيبات الأمنية المتفق عليها في ملحق خاص بالاتفاق.
- تكوين لجنة أمريكية - إسرائيلية - لبنانية تقوم بالإشراف على تنفيذ بنود الإتفاقية وتنبثق من تلك اللجنة لجنة الترتيبات الأمنية ولجان فرعية لتنظيم العلاقات بين البلدين.
- تكوين مكاتب الإتصال بين البلدين والتفاوض لعقد اتفاقيات تجارية.
- امتناع أي من إسرائيل ولبنان عن أي شكل من أشكال الدعاية المعادية للبلد الأخرى.
- إلغاء جميع المعاهدات والبنود والأنظمة التي تمنع تنفيذ أي بند من بنود الإتفاقية.

## في المجلس النيابي
اجتمع المجلس النيابي يومي 13 و14 يونيو 1983 للنظر في الاتفاق في حضور 72 نائبا وغياب 19 على ال99 الذين انتخبوا عام 1972 فيما توفي 7 قبل التاريخ إضافة إلى أمين الجميّل الذي أصبح رئيسا للجمهورية.
أشرف على التصويت رئيس المجلس كامل الأسعد (الذي لم يصوت بدعوى حيادة رئاسة المجلس) وجاء التصويت كالآتي:
- 65 «مع»: كميل شمعون، بيار الجميّل، رفيق شاهين، محمود عمّار، حميد دكروب، سمعان الدويهي، عبد اللطيف بيضون، علي العبدالله، عبده عويدات، أدمون رزق، فؤاد لحود، عبد اللطيف الزين، رينيه معوّض، إميل روحانا صقر، ميشال ساسين، خاتشيك بابكيان، ملكون أبليغاتيان، سورين خان أميريان، آرا يروانيان، إنترانيك مانوكيان، بيار حلو، شفيق بدر، مجيد أرسلان، محمد يوسف بيضون، علي الخليل، نزيه البزري، بشير الأعور، زكي مزبودي، سليمان العلي، جميل كبّي، صائب سلام، عادل عسيران، نديم سالم، مخايل الضاهر، عثمان الدنا، ألبير مخيبر، بيار دكاش، فؤاد غصن، راشد الخوري، أدوار حنين، ميشال معلولي، فؤاد الطحيني، حسين منصور، جوزف سكاف، صبحي ياغي، سليم المعلوف، نديم نعيم، سالم عبد النور، فؤاد نفاع، أوغست باخوس، بطرس حرب، جبران طوق، أنور الصباح، منيف الخطيب، حبيب كيروز، موريس فاضل، يوسف حمود، الياس الهراوي، الياس الخازن، لويس أبو شرف، جورج سعادة، نصري المعلوف، كاظم الخليل، طارق حبشي وطلال المرعبي.
- 2 «ضدّ» (زاهر الخطيب ونجاح واكيم).
- 3 «ممتنع» (حسين الحسيني، رشيد الصلح وألبير منصور).
- 1 «متحفّظ» (عبد المجيد الرافعي).
فيما قاطع 19 نائباً الجلسة (رشيد كرامي، باخوس حكيم، صالح الخير، عبد الله الراسي، هاشم الحسيني، حسن الرفاعي، حسن الميس، سليم الداوود، عبد المولى أمهز، ناظم القادري، توفيق عساف، أمين الحافظ، ريمون إده، أحمد إسبر، فريد جبران، منير أبو فاضل، موريس زوين، رائف سمارة وفريد سرحال).

## الرفض الشعبي
لاقى اللبنانيون ذلك الاتفاق بالرفض الشديد معتبرين أن اتفاق 17 مايو هو اتفاق العار. وزادت العمليات العسكرية من قبل منظمات المسلحة داخل لبنان حتى كادت أن تطول إحدى جولات التفاوض. وانطلقت أشد الحملات ضد هذا الإتفاق من مسجد الرضا في الضاحية الجنوبية لبيروت.
وذلك بناء على القرار الصادر من نبيه برّي رئيس حركة امل إلى الجيش، بأن على الجيش اللبناني أن يتمرد على أوامر قيادته العسكرية ويجعلوا من هذا التمرد انتفاضة في وجه الحكم الكتائبي والفئوي وسقطت كل الأوراق وسقط معها اتفاق معاهدة 17 من مايو والذي وصفته حركة أمل بأنه اتفاق الذّل والعار، وكادت هذه الاتفاقية أن تتحول إلى ما يسمى المحمية الصهيونية بامتياز، فكان لحركة أمل دور في إنهاء اتفاقية 17 أيار والتي تعتبر عاراً عن جبين اللبنانيين.
صرّح نبيه بري ومن أمام قصر بعبدا الرئاسي بعد التوقيع على الاتفاق من قبل الجانبين اللبناني والإسرائيلي بأن هذا الاتفاق ولد ميتاً، وبعدها توالت الأحدات، وزار جورج شولتز وزير خارجية الولايات المتحدة الأمريكية وريتشارد مورفي المساعد للشرق الأدنى سوريا حيث قابلا الرئيس السوري حافظ الأسد وشرحا له فيها عن الاتفاق بين لبنان وإسرائيل، وبعد أربع ساعات من الشرح من قبل الموفد الأميركي، أدلى الرئيس حافظ الأسد بالعبارة التالية: إن هذا الاتفاق لن يمر.
وبعدها بأيام أنهي الاتفاق على أيدي مقاتلي حركة أمل، وبإنهاء هذا الاتفاق أُعيد لبنان مكانتها العربية.
وقد كان لتوقيع الاتفاقية تداعيات على مستوى الداخل اللبناني أبرزها نشوب الاقتتال الداخلي وانقسام المشهد السياسي بين الحكومة والرئيس أمين الجميل المتمسكين بالاتفاق من جهة وجبهة الإنقاذ الوطني ومن ورائها سوريا الرافضين له من جهة ثانية.
فمنذ ذلك التاريخ، بدأت المتاعب الفعلية في لبنان. ففي 19 أيار/مايو اندلعت حرب الجبل التي انتهت في 19 أيلول/سبتمبر 1983 بسيطرة الحزب التقدمي الاشتراكي على كل القرى الجبلية، تلتها انتفاضة 6 شباط/فبراير 1984 في بيروت وسيطرة القوى الرافضة لاتفاق 17 أيار على القسم الغربي من العاصمة.
وفي الفترة التي شهدت تصاعدا لوتيرة استهداف القوات الأسرائيلية والأجنبية داخل لبنان، خاصة بعد حادث مقتل عدد كبير من قوات المارينز والمظليين الفرنسيين، اتجه الرئيس أمين الجميل إلى إعلان إلغاء اتفاق 17 أيار مع إسرائيل، وتحت ضغط الرفض الشعبي قامت الحكومة اللبنانية ومجلس النواب اللبناني باعتبار هذا الاتفاق باطلا وقاموا بإلغائه بعد أقل من عام على اعتماده وبالتحديد في 5 مارس 1984.